# Shibata Shingo
Shingo Shibata (sinh ngày 13 tháng 7 năm 1985) là một cầu thủ bóng đá người Nhật Bản.

## Sự nghiệp câu lạc bộ
Shingo Shibata đã từng chơi cho Consadole Sapporo và Thespa Kusatsu.